# Alberite de San Juan
Alberite de San Juan (aragónul Alberit de Sant Chuan) település Spanyolországban,  Zaragoza tartományban. Alberite de San Juan Albeta, Bureta, Pozuelo de Aragón, Magallón és Fuendejalón községekkel határos. Lakosainak száma 84 fő (2024).

## Népesség
A település lakosságának változását az alábbi diagram mutatja:
| Lakosok száma | 91   | 102  | 111  | 102  | 97   | 86   | 77   | 69   | 78   | 84   |
|               | 2001 | 2004 | 2007 | 2009 | 2012 | 2014 | 2017 | 2019 | 2022 | 2024 |